# Liste der Baudenkmale in Trent (Rügen)
In der Liste der Baudenkmale in Trent sind alle Baudenkmale der Gemeinde Trent (Landkreis Vorpommern-Rügen) und ihrer Ortsteile aufgelistet. Grundlage ist die Veröffentlichung der Denkmalliste des Landkreises Vorpommern-Rügen, Auszug aus der Kreisdenkmalliste vom August 2015.

## Trent
| ID  | Lage                  | Bezeichnung                                    | Beschreibung | Bild           |
| --- | --------------------- | ---------------------------------------------- | ------------ | -------------- |
| 757 | Dorfstraße (Karte)    | Kirche                                         |              | Weitere Bilder |
| 759 | Dorfstraße (Karte)    | Stall A (Pfarrhof)                             |              |                |
| 759 | Dorfstraße (Karte)    | Scheune (Pfarrhof)                             |              |                |
| 759 | Dorfstraße (Karte)    | Stall B (Pfarrhof)                             |              |                |
| 762 | Dorfstraße (Karte)    | Kriegerdenkmal 1914/18 auf dem Friedhof        |              |                |
| 759 | Dorfstraße 40 (Karte) | Pfarrhof                                       |              |                |
| 759 | Dorfstraße 41 (Karte) | Wohnhaus (Pfarrhof)                            |              |                |
| 761 | Dorfstraße 44 (Karte) | Büdnerei                                       |              |                |
| 859 | Dorfstraße 45 (Karte) | Trent, Dorfstraße 45 (Verputzter Backsteinbau) |              |                |
| 865 | Dorfstraße 58 (Karte) | Schule                                         |              | Schule         |

## Libnitz
| ID  | Lage                  | Bezeichnung                                                                         | Beschreibung | Bild                |
| --- | --------------------- | ----------------------------------------------------------------------------------- | --- | ------------------- |
| 409 | (Karte)               | Gutsanlage und Park                                                                 | | Gutsanlage und Park |
| 409 | Dorfstraße 16 (Karte) | Park mit Mausoleum (Gutsanlage)                                                     | Gutshaus Verwalterhaus, Geflügelhaus, Park mit Mausoleum, Speicher/Stallgebäude, Pferde- und Kuhstall, Schweinestall: Um 1912 im etwas expressionistischen modernen Stil erbauter 2-gesch. Backsteinbau mit Walmdach mehreren 3-gesch. Zwerchgiebel, und dem 5-gesch. Turm mit Glockenhaube, mit weitreichenden Stallungen und 4-gesch. Speicher sowie klassizistischem Mausoleum, Gut der Rügenschen Fürsten (ab 13. Jh.), zweier Geistliche aus Bergen (ab 1747) und von Fritz Alfred Meyer-Sarnow (an nach 1900), Bauherr des Gutshauses. |                     |
| 409 | Libnitz (Karte)       | Schweinestall (Gutsanlage)                                                          | |                     |
| 409 | Libnitz (Karte)       | Speicher/Stallgebäude (Gutsanlage)                                                  | |                     |
| 409 | Libnitz (Karte)       | Pferde- und Kuhstall (Gutsanlage)                                                   | |                     |
| 409 | Libnitz 11 (Karte)    | Geflügelhaus (Gutsanlage)                                                           | |                     |
| 409 | Libnitz 15 (Karte)    | Verwalterhaus (Gutsanlage)                                                          | |                     |
| 409 | Libnitz 16 (Karte)    | Gutshaus mit Dielenausstattung (Kronenleuchter, Frabvergl. Treppenbr.) (Gutsanlage) | |                     |

## Vaschvitz
| ID  | Lage                       | Bezeichnung                     | Beschreibung                                                                                              | Bild                            |
| --- | -------------------------- | ------------------------------- | --- | ------------------------------- |
| 820 | Vaschvitz (Karte)          | Ehem. Anleger der Fähre (Süden) | | Ehem. Anleger der Fähre (Süden) |
| 770 | Vaschvitz 16b, 16c (Karte) | Gutshaus                        | Gutshaus: Sanierter, 1-gesch., 11-achs. Putzbau vom Anfang des 19. Jahrhunderts mit 2-gesch. Zwerchgiebel |                                 |

## Venz
| ID  | Lage                 | Bezeichnung                                                | Beschreibung | Bild                                                       |
| --- | -------------------- | ---------------------------------------------------------- | --- | ---------------------------------------------------------- |
| 771 | Venz 10 (Karte)      | Gutshaus                                                   | |                                                            |
| 771 | Venz 10, 10a (Karte) | Rest-Park (Gutsanlage)                                     | |                                                            |
| 771 | Venz 10, 10a (Karte) | Gutsanlage mit Gutshaus, Stallspeicher, Katen und Restpark | Barocker, 2-gesch. Putzbau vom Ende des 16. Jh., Umbau im 17. Jh., nun mit Satteldach, Zwerchgiebel und Schweifgiebel, Gut u. a. der Familien von Raleke (um ab 1486), von Platen (ab 1563) und Berger (1924–1945 und ab 1996). | Gutsanlage mit Gutshaus, Stallspeicher, Katen und Restpark |
| 771 | Venz 10a (Karte)     | Katen (Gutsanlage)                                         | |                                                            |
| 771 | Venz 15 (Karte)      | Stallspeicher (Gutsanlage)                                 | |                                                            |

## Zubzow
| ID  | Lage              | Bezeichnung | Beschreibung | Bild     |
| --- | ----------------- | ----------- | ------------ | -------- |
| 840 | Zubzow 11 (Karte) | Gutshaus    |              | Gutshaus |

## Quelle
- Denkmalliste des Landkreises Vorpommern-Rügen

- Karte mit allen Koordinaten:
- OSM |
- WikiMap